# Arrondissement di Monaco
Il distretto di Monaco è un'antica divisione amministrativa delle Alpi Marittime. Fu creato nel 1793 come distretto di Mentone assumendo poco dopo il nuovo nome in seguito all’annessione del Principato, e fu all’inizio almeno in parte una spacconata dei rivoluzionari, dato che la maggior parte del territorio era ancora in mano al legittimo proprietario il re di Sardegna.
Con la creazione dell’arrondissement di San Remo fu spartito fra questo e quello di Nizza.

## Cantoni
Cantoni di Tenda, Mentone, Monaco, Perinaldo, Saorge e Sospel.

1800 (arr. di Monaco in viola)

Il cantone di Perinaldo copriva il territorio oggi italiano, occupato perché da secoli piemontese e mai ligure.